# Noemi Stella
Noemi Stella (ur. 2 lutego 1997) – włoska lekkoatletka specjalizująca się w chodzie.
W 2013 zdobyła brąz mistrzostw świata juniorów młodszych w Doniecku na dystansie 5000 metrów. Rok później stanęła na najniższym stopniu podium podczas igrzysk olimpijskich młodzieży w Nankin. Reprezentantka Włoch w pucharze Europy w chodzie.

## Osiągnięcia
| Rok  | Impreza                                               | Miejsce    | Konkurencja              | Lokata     | Wynik    |
| ---- | ----------------------------------------------------- | ---------- | ------------------------ | ---------- | -------- |
| 2013 | Puchar Europy w chodzie                               | Dudince    | chód na 10 km (juniorek) | 5. miejsce | 48:35    |
| 2013 | Mistrzostwa świata juniorów młodszych                 | Donieck    | chód na 5000 metrów      | 3. miejsce | 22:48,95 |
| 2014 | Kwalifikacje Europy do igrzysk olimpijskich młodzieży | Baku       | chód na 5000 metrów      | 1. miejsce | 23:31,44 |
| 2014 | Igrzyska olimpijskie młodzieży                        | Nankin     | chód na 5000 metrów      | 3. miejsce | 23:28,10 |
| 2015 | Puchar Europy w chodzie sportowym                     | Murcja     | chód na 10 km (juniorek) | 4. miejsce | 47:19    |
| 2015 | Mistrzostwa Europy juniorów                           | Eskilstuna | chód na 10 000 metrów    | 5. miejsce | 44:43,78 |
| 2016 | Drużynowe mistrzostwa świata w chodzie                | Rzym       | chód na 10 km (juniorek) | 4. miejsce | 45:55    |
| 2016 | Mistrzostwa świata juniorów                           | Bydgoszcz  | chód na 10 000 metrów    | 2. miejsce | 45:23,85 |

## Rekordy życiowe
- Chód na 10 kilometrów – 45:55 (2016)